# Łysomice (Powiat Toruński)
Łysomice (deutsch Lissomitz, 1942–1945 Posemsdorf) ist ein Dorf im Powiat Toruński der Woiwodschaft Kujawien-Pommern in Polen. Es ist Sitz der gleichnamigen Landgemeinde mit etwa 9800 Einwohnern.

## Geographie
Das Dorf liegt im historischen Kulmerland im ehemaligen Westpreußen, etwa sechs Kilometer nördlich von Thorn. In einem Bruch zwischen  dem Dorf und dem  Nachbarort Papowo Toruńskie (Thornisch Papau) entspringt die  Strugai, ein Flüsschen, das einige Kilometer weiter in Sandländereien versickert.

## Geschichte

Ehemaliges Herrenhaus des Erbpachtguts Lissomitz (Aufnahme 2005)

Zur Zeit des Deutschordensstaats gehörte das mit Kulmer Recht  ausgestattete Zinsdorf  zur Komturei Thorn; in  einer Urkunde von 1414 lautet sein Ortsname Poszemsdorff. Andere überlieferte Versionen des Ortsnamens sind Pozensdorf (1414), Posemannsdorf (1429), Posmeszdorf (1438), Posemsdorf (1447/1448), Pozensdorff (1454), Pozendorf alias Lysomicze (1457), Lysomic deutsch Posmendorff (1558), Lysomice (1667) und Lissomitz (1730).
Da die Stände der Stadt Thorn 1440 dem gegen den Deutschen Orden opponierenden  Preußischen Bund beigetreten waren, kam die Region nach dem Dreizehnjährigen Krieg im Verbund mit dem autonomen Preußen Königlichen Anteils unter die freiwillig gewählte Oberhoheit der Krone Polens. Am 26. August 1457 wurde das Dorf nach Kulmer Recht erblich der Stadt Thorn verliehen und zählte seither zu deren Eigentumsortschaften. Mit der zweiten polnischen Teilung 1793 kam die Region zum Königreich Preußen.
Mit Ausnahme der Franzosenzeit, während der das Kreisgebiet dem Herzogtum Warschau zugeordnet gewesen war, gehörte der Gutsbezirk Lissomitz bis 1919 zum Kreis Thorn im Regierungsbezirk Marienwerder der preußischen Provinz Westpreußen. Nach Ende des Ersten Weltkriegs musste die Region aufgrund der Bestimmungen des Versailler Vertrags im Januar 1920 zum Zweck der Einrichtung des Polnischen Korridors an Polen abgetreten werden.
Nach dem deutschen Überfall auf Polen 1939 gehörte das Gebiet bis 1945 zum Landkreis Leipe (Westpr.), Provinz Danzig-Westpreußen, im Regierungsbezirk Marienwerder des Deutschen Reichs. Im Jahr 1942 wurde Lissomitz in Posemsdorf umbenannt.
Gegen Ende des Zweiten Weltkriegs wurde das Kreisgebiet im Januar 1945 von der Roten Armee besetzt und kam wieder an Polen.

### Bevölkerungsentwicklung
| Jahr | Einwohner | Anmerkungen                                                  |
| ---- | --------- | ------------------------------------------------------------ |
| 1773 | 0 79      | [ 2 ]                                                        |
| 1818 | 058       | in acht Wohnhäusern                                          |
| 1831 | 141       | bei 15 Feuerstellen (Haushaltungen)                          |
| 1864 | 222       | davon 14 Evangelische und 208 Katholiken, in 16 Wohngebäuden |

## Gemeinde
Zur Landgemeinde (gmina wiejska) Łysomice gehören 14 Dörfer mit Schulzenämtern.

## Verkehr
Der Haltepunkt, früher Bahnhof, Łysomice liegt an der Bahnstrecke Toruń–Malbork.

## Persönlichkeiten
- Georg von Braunschweig (1845–1911), preußischer General der Infanterie.